# カバンのフジタ
カバンのフジタは、山形県山形市に本社を置く企業。

## 概要
山形県と福島県に店舗を展開している鞄の専門店である。
創業は江戸時代であり、山形藤田家の開祖は関西地方の商売の街であった近江から来たと言われている。1804年、藤田長兵衛が紅花づくりを始めたのがきっかけであり、 その後は油紙の商売、関連の防水商品（かっぱ、雨具）と商売代えをしていった。1957年に当時流行であった鞄を取り扱った鞄の専門店としてカバンのフジタを設立した
設立当初から企画、販売を行っているフジタのランドセルが看板商品となっている。

## フジタのランドセル
フジタの販売商品にキューブ型のランドセル「フジタのランドセル」がある。コンパクトと大容量を両立したもので、使用する子供たちの使いやすさと体への負担軽減を追求して誕生したものである。防水加工で、雪国の厳しい気候にも考慮している。1957年の設立に合わせ初めてランドセルを作り、長年学習院型の「ぴょんちゃんランドセル」を取り扱ってきた。
2011年、新学習指導要領が全国の小学校で実施され、教科書や教材のサイズがB5判から大型化した。これを受け、全体の大きさを変えずA4判フラットファイルに対応したランドセルの開発を行い、現在のキューブ型のランドセルが誕生した。2019年には山形エクセレントデザイン2019に選ばれている。

## 店舗展開
※2022年現在
- 山形県 - 5店舗
- 福島県 - 3店舗